# Cyrto-hypnum kiasense
Cyrto-hypnum kiasense là một loài rêu trong họ Thuidiaceae. Loài này được (R.S. Williams) W.R. Buck & H.A. Crum mô tả khoa học đầu tiên năm 1990.